# Liste der Straßentunnel in Berlin
Diese Liste der Straßentunnel in Berlin verzeichnet alle Autobahntunnel im Stadtgebiet von Berlin. Die Auflistung erfolgt standardmäßig nach Länge, kann aber individuell verändert werden. Derzeit (Stand: 2025) sind in Berlin 19 Straßentunnel in Betrieb.
| Tiergarten Spreebogen |

| Berlin Britz |

| Rudower Höhe |

| Flughafen Tegel |

| Tegel Ortskern |

| Schlangenbader Straße |

| Beyschlagsiedlung |

| Adenauerplatz |

| Alexanderplatz |

| Bundesplatz |

| Wilmersdorfer Tunnel |

| Altglienicke |

| Feuerbachstraße |

| Alt-Friedrichsfelde |

| Innsbrucker Platz |

| Rathenauplatz |

| Forstamt Tegel |

| Ernststraße |

| Unter den Eichen |

| Name                                     | Länge                                          | Fahrspuren | Straße                                   | Geographische Koordinaten         | Bemerkung |
| ---------------------------------------- | ---------------------------------------------- | ---------- | ---------------------------------------- | --------------------------------- | --- |
| Tunnel Tiergarten Spreebogen             | 2681 m                                         | 4          | B96                                      | 52° 31′ 07,9″ N, 013° 22′ 16,4″ O | Berlins längster Straßentunnel unterquert den Tiergarten, das Regierungsviertel sowie die Spree und wurde 2006 eröffnet. |
| Tunnel Ortsteil Britz                    | 1713 m                                         | 6          | A100                                     | 52° 27′ 40,6″ N, 013° 25′ 29,2″ O | Die Tunnelanlage ist nahezu unbebaut. Es befindet sich dort stattdessen eine Parkanlage. Die Teilanschlussstellen Britzer Damm und Buschkrugallee sind in die Anlage integriert. Der Tunnel wurde 2000 errichtet, um den Ortsteil Britz nicht durch die Stadtautobahn in zwei Teile zu spalten.               |
| Tunnel Rudower Höhe                      | 1000 m                                         | 6          | A113                                     | 52° 24′ 59,4″ N, 013° 31′ 23,5″ O | Die Tunnelanlage führt unter einer Parkanlage hindurch. Unmittelbar westlich des Tunnels liegt die namensgebende Rudower Höhe. Die Anlage wurde im Oktober 2007 in Betrieb genommen. |
| Tunnel Flughafen Tegel                   | 0967 m                                         | 4          | A111                                     | 52° 33′ 40,1″ N, 013° 18′ 39,6″ O | Die Tunnelanlage unterquert den ehemaligen Flughafen Tegel. Die Anschlussstelle Eichborndamm ist teilweise in die Anlage integriert. Der Tunnel wurde in den 1980er Jahren errichtet. |
| Tunnel Tegel Ortskern                    | östliche Röhre: 0778 m westliche Röhre: 0753 m | 4          | A111                                     | 52° 35′ 23,4″ N, 013° 17′ 20,6″ O | Die Tunnelanlage führt durch den Tegeler Ortskern parallel entlang zur Trasse der Kremmener Bahn. Der Tunnel wurde weitgehend nicht überbaut. Es befindet sich dort stattdessen eine Parkanlage. Die Anlage wurde in den 1980er Jahren errichtet.                                                             |
| Autobahnüberbauung Schlangenbader Straße | 0570 m                                         | 6          | A100                                     | 52° 28′ 22,1″ N, 013° 18′ 23,4″ O | Die Autobahn wurde 1980 mit einem Wohnkomplex in der Architektur der 1970er Jahre überbaut. Die Tunnelanlage gehörte bis 2006 zur A 104, ehe diese ein Ast der A 100 wurde. Aktuell (Stand: 2025) ist die Durchfahrt der Anlage gesperrt.                                                                     |
| Tunnel Beyschlagsiedlung                 | 0500 m                                         | 4          | A111                                     | 52° 36′ 33,6″ N, 013° 15′ 27,9″ O | Die Tunnelanlage unterführt lediglich ein Waldgebiet. Direkt südlich des Tunnels liegt die Beyschlagsiedlung. Die Anlage wurde in den 1980er Jahren errichtet. |
| Tunnel am Adenauerplatz                  | 0446 m                                         | 3          | Lewishamstraße / Brandenburgische Straße | 52° 29′ 58,5″ N, 013° 18′ 25,5″ O | Die Tunnelröhre mit drei Fahrstreifen unterquert den Adenauerplatz und den Kurfürstendamm in Nord-Süd-Richtung. Pro Fahrtrichtung ist nur jeweils eine Fahrspur geöffnet, die mittlere (dritte) Spur ist durch Lichtzeichenanlage gesperrt. Der Tunnel wurde in den 1970er Jahren errichtet und 2018 saniert. |
| Tunnel Alexanderplatz                    | 0403 m                                         | 4          | B1                                       | 52° 31′ 17,0″ N, 013° 24′ 56,9″ O | Der Straßentunnel der Grunerstraße verläuft östlich des Alexanderplatzes. |
| Bundesplatztunnel                        | 0381 m                                         | 4          | Bundesallee                              | 52° 28′ 42,1″ N, 013° 19′ 42,6″ O | Der Tunnel unterquert den Bundesplatz, die A 100 und die Ringbahntrasse in Nord-Süd-Richtung. Sie wurde in den 1960er Jahren in Betrieb genommen. |
| Wilmersdorfer Tunnel                     | 0326 m                                         | 4          | Bundesallee                              | 52° 29′ 12,8″ N, 013° 19′ 51,6″ O | Der Tunnel unterquert die Berliner Straße in Nord-Süd-Richtung und wurde in den 1960er Jahren in Betrieb genommen. |
| Tunnel Altglienicke                      | 0304 m                                         | 6          | A113                                     | 52° 24′ 18,8″ N, 013° 31′ 16,0″ O | Die Tunnelanlage unterquert den Landschaftspark Rudow-Altglienicke und wurde 2007 in Betrieb genommen. |
| Tunnel Feuerbachstraße                   | 0288 m                                         | 6          | A103                                     | 52° 27′ 51,8″ N, 013° 20′ 00,2″ O | Die Tunnelanlage unterquert die Trasse der Wannseebahn auf Höhe des Bahnhofs Feuerbachstraße. Die Anlage wurde in den 1970er Jahren errichtet. |
| Tunnel Alt-Friedrichsfelde               | 0281 m                                         | 4          | /                                        | 52° 30′ 34,8″ N, 013° 31′ 07,9″ O | Der Tunnel unterquert die Rhinstraße/Am Tierpark in Ost-West-Richtung. |
| Tunnel Innsbrucker Platz                 | 0259 m                                         | 6          | A100                                     | 52° 28′ 42,3″ N, 013° 20′ 37,9″ O | Die Tunnelanlage unterquert den Innsbrucker Platz und wurde 1978 errichtet. |
| Tunnel Rathenauplatz                     | 0245 m                                         | 6          | A100                                     | 52° 29′ 42,8″ N, 013° 17′ 05,4″ O | Die Tunnelanlage unterquert den Rathenauplatz und wurde 1958 errichtet. |
| Tunnel Forstamt Tegel                    | 0208 m                                         | 4          | A111                                     | 52° 36′ 15,9″ N, 013° 16′ 15,5″ O | Die Tunnelanlage unterführt ein Waldgebiet. Nördlich des Tunnels liegt das Forstamt Tegel. Die Anlage wurde in den 1980er Jahren errichtet. |
| Tunnel Ernststraße                       | 0154 m                                         | 4          | A111                                     | 52° 34′ 57,4″ N, 013° 17′ 38,4″ O | Die Tunnelanlage aus den 1980er Jahren unterführt die unterbrochene Ernststraße sowie die U-Bahn-Trasse der Linie U6. |
| Tunnel Unter den Eichen                  | 0042 m                                         | 4          | B1                                       | 52° 26′ 44,5″ N, 013° 17′ 37,3″ O | Kurzer Tunnel unter der Drakestraße. |